# Altin Lala

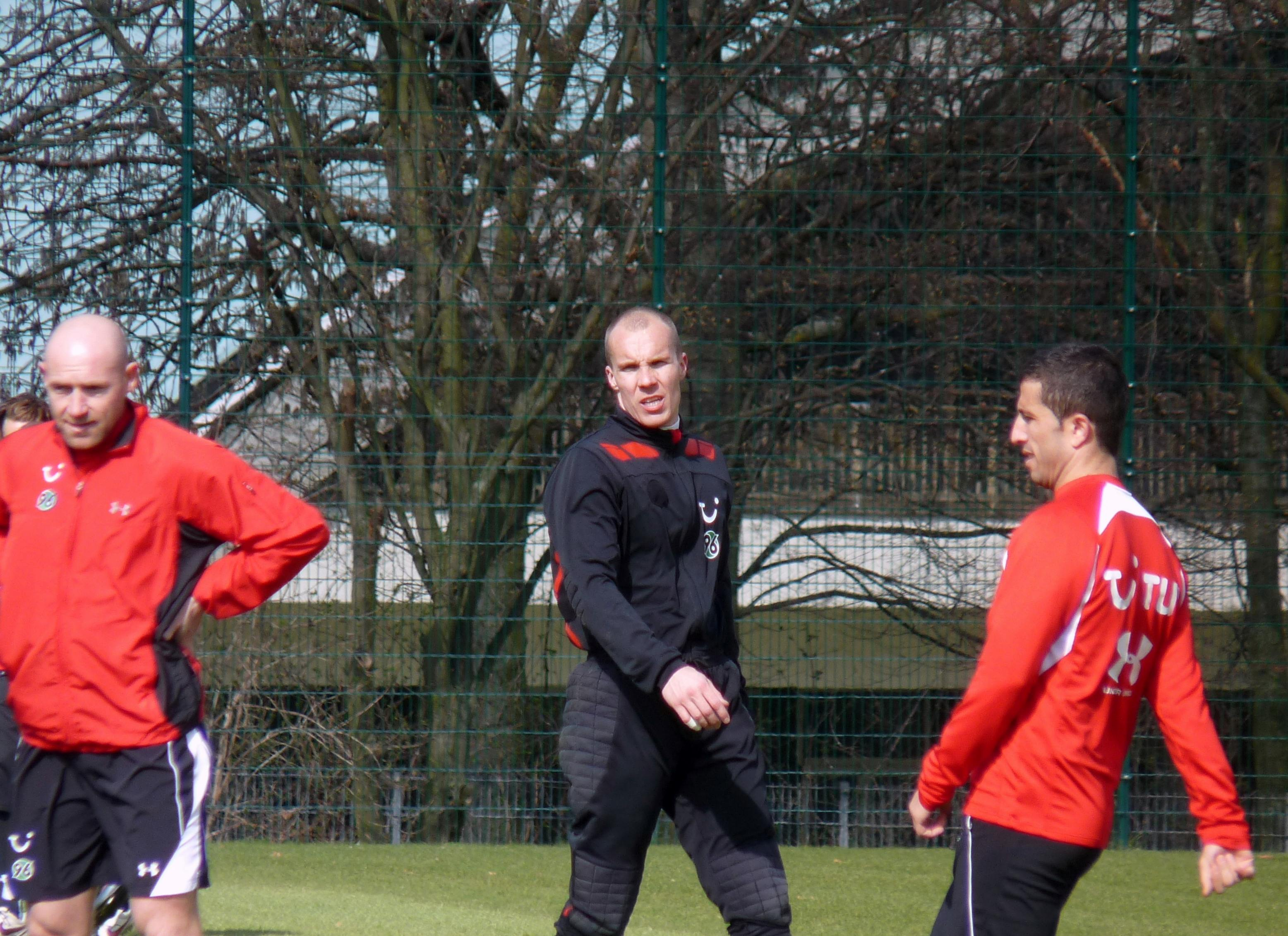
Spoluhráči v Hannoveru 96 v roce 2009, zleva Jiří Štajner, Robert Enke a Altin Lala.

Altin Lala (* 18. listopadu 1975, Tirana) je bývalý albánský fotbalový záložník a reprezentant.
Po ukončení aktivní hráčské kariéry se stal fotbalovým trenérem.

## Reprezentační kariéra
V národním A-mužstvu Albánie debutoval v přátelském utkání 21. 1. 1998 proti Turecku (výhra 4:1, hrálo se v turecké Antalyi). Svůj první gól za národní tým vstřelil 29. 3. 2003 proti Rusku v utkání kvalifikace na EURO 2004. Tímto gólem přispěl k výhře 3:1.
Celkem odehrál v letech 1998–2011 v albánském národním týmu 79 zápasů a vstřelil 3 góly.
Zápasy Altina Laly za A-mužstvo Albánie
Zdroj:
| Rok    | Zápasy | Góly |
| ------ | ------ | ---- |
| 1998   | 7      | 0    |
| 1999   | 6      | 0    |
| 2000   | 3      | 0    |
| 2001   | 6      | 0    |
| 2002   | 5      | 0    |
| 2003   | 5      | 2    |
| 2004   | 7      | 0    |
| 2005   | 9      | 0    |
| 2006   | 6      | 1    |
| 2007   | 9      | 0    |
| 2008   | 6      | 0    |
| 2009   | 1      | 0    |
| 2010   | 2      | 0    |
| 2011   | 7      | 0    |
| Celkem | 79     | 3    |

## Trenérská kariéra
3. března 2014 se stal asistentem italského trenéra Gianni De Biasiho u A-týmu Albánie. 12. srpna 2014 byl jmenován trenérem albánské reprezentace do 19 let poté, co dosavadní trenér Foto Strakosha odešel do řeckého Olympiakosu.